# NGC 1568-1
NGC 1568-1 (другие обозначения — UGC 3031, MCG 0-12-26, ZWG 393.16, VV 809, 2ZW 10, PGC 15042) — линзовидная галактика в созвездии Эридан. Открыта Льюисом Свифтом в 1886 году. Описание Дрейера: «очень тусклый, очень маленький объект круглой формы, расположен между двумя звёздами». Галактика удаляется от Млечного Пути со скоростью 4640 км/с и удалена на 215 миллионов световых лет. Её диаметр составляет около 100 тысяч световых лет.
Этот объект входит в число перечисленных в оригинальной редакции «Нового общего каталога».
Галактика NGC 1568 (PGC 15042) взаимодействует с галактикой PGC 15034. По этой причине NGC 1568 иногда считают парой галактик PGC 15042 и PGC 15034, однако это ошибочно: первооткрыватель обнаружил лишь PGC 15042, более яркую из галактик.